# Nate Ackerman
Nate Ackerman (nacido el 4 de marzo de 1978 como Nathanael Leedom Ackerman) es un matemático y luchador británico-estadounidense. Es hijo de Peter Ackerman y Joanne Leedom-Ackerman.
Ackerman compitió en los Juegos Olímpicos de verano de 2004 como parte del.  equipo nacional de Gran Bretaña También compitió en los Campeonatos del Mundo de 1999, 2001, 2002, 2003, 2005 y 2011. El mejor resultado internacional de Ackerman fue el 10º puesto en los Juegos de la Commonwealth de 2002.
Ackerman nació en Nueva York, Estados Unidos, hijo de Joanne Leedom-Ackerman y Peter Ackerman. Se formó en la American School de Londres y luego en la Universidad de Harvard, donde se graduó en junio de 2000.
Se doctoró en matemáticas en 2006 en el Instituto Tecnológico de Massachusetts.